# Gareon Conley
Gareon Conley (Massillon, 29 giugno 1995) è un ex giocatore di football americano statunitense che ha militato nel ruolo di cornerback nella National Football League (NFL). Al college ha giocato per Ohio State.

## Carriera universitaria
Conley al college giocò a football con gli Ohio State Buckeyes dal 2014 al 2016. Nella prima stagione disputò tutte le 15 partite, facendo registrare 16 tackle e vincendo il campionato NCAA. Divenne titolare a partire dal 2015, terminando con 49 tackle e 2 intercetti. Nel 2016 fu inserito nella seconda formazione ideale della Big Ten Conference.

## Carriera professionistica

### Oakland Raiders
Il 27 aprile 2017, Conley fu scelto come 24º assoluto nel Draft NFL 2017 dagli Oakland Raiders. Debuttò come professionista subentrando nella gara del terzo turno contro i New York Jets mettendo a segno un tackle e un passaggio deviato.

### Houston Texans
Il 21 ottobre 2020 Conley fu scambiato con gli Houston Texans per una scelta del terzo giro del Draft NFL 2020.

### DC Defenders
Il 26 dicembre 2023 Conley firmò con i DC Defenders della United Football League (UFL). Il 18 giugno 2024 il suo contratto fu terminato per dargli modo di firmare con una squadra della NFL.

### Dallas Cowboys
Il 18 giugno 2024 Conley firmò con i Dallas Cowboys.

### Ritiro
Il 28 luglio 2024 Conley fu svincolato dai Cowboys, dopo di che annunciò il suol ritiro dal football professionistico.